# Thomas Beaudoin
Thomas Beaudoin est un acteur canadien, né le 21 août 1981 à Thetford Mines dans la région de  Chaudière-Appalaches au Québec.

## Biographie

### Jeunesse et formations
Thomas Beaudoin est né le 21 août 1981 à Thetford Mines dans la région de Chaudière-Appalaches. À quatre ans, sa famille déménage à Drummondville dans le Centre-du-Québec ,,.
Il entre à l'université Concordia à Montréal pour des études en psychologie par laquelle il a toujours été intéressée et en sort sans diplôme ,,.
Il devient mannequin pour gagner sa vie à travers le monde représentant des marques de vêtement comme Armani ou Dolce & Gabbana, de lunettes Ray-Ban entre autres ou de parfum d’Escada, Lise Watier et autres , .
À vingt ans, il déménage à New York sans connaître l’anglais. Il s’inscrit au Lee Strasberg Theatre and Film Institute dans la place d’Union Square ,,.

### Carrière
Après avoir décroché des rôles dans les séries télévisées québécoises telles que Lance et compte en 2008, dans Destinées en 2010, puis dans Trauma en 2014, Thomas Beaudoin rencontre, en 2015, le réalisateur Yves Christian Fournier qui lui conseille de se consulter en audition pour le rôle de Dick Séguin dans la série Blue Moon. Il est finalement choisi au bout de quelques semaines, et a « adoré qu’il y ait un objectif de justice derrière son image de criminel. La série est facile à aimer parce qu’elle est bien écrite et bien réalisée », raconte-il dans une interview,.
Au printemps 2017 il interprète le mystérieux tatoueur Hubert Morin dans Hubert et Fanny aux côtés de l’actrice Mylène St-Sauveur.
Il apparaît en jeune mari dans Quand l'amour se creuse un trou d’Ara Ball, en 2018 .
Il interprète le Dr. Julian Davis dans la série québécoise STAT depuis le printemps 2024 ,.
En février 2024, il remporte le prix du meilleur acteur au Central Coast International Film Festival (Californie) pour son rôle de Grant dans le court métrage Secrets Not Buried réalisé par Anneke Scott  ,,.

## Filmographie

### Films
- 2008: Le Cas Roberge de Raphaël Malo: le petit-ami de Julie
- 2014: Other Plans de Joe Eckardt: Russell
- 2015: Les 12 coups de noël ( The spirit of Christmas)
- 2015: A New York Love Story d’Apolla Echino: l’Européen
- 2017: L'Ombre de mes souvenirs (Off the Rails) de David Jackson : Mark Barrow
- 2017: The Trouble with Mistletoe d’Ashley Avis: Keane Winters
- 2018: Quand l'amour se creuse un trou d’Ara Ball: le jeune mari de Florence (Albert)
- 2024: Secrets not buried d'Anneke Scott: Grant

### Téléfilms
- 2014: Coup de foudre au manoir hanté (The Spirit of Christmas) de David Jackson : Daniel Jacob Forsythe
- 2017: Coup de foudre et quiproquos (Love's Last Resort) de Brian Herzlinger: Arthur, le gérant
- 2018: Love on the Slopes de Paul Ziller: Cole Taylor
- 2017: Off the rails : Mark

### Séries télévisées
- 2008: Lance et compte[5]
- 2010: Destinées[5]
- 2014: Trauma: Thomas Champagne (saison 5, épisode 7 : Chair et os)
- 2015-2016: The Blacklist: divers personnages (3 épisodes)
- 2016: Blue Moon: Richard «Dick» Séguin (2 saisons)
- 2017: Victor Lessard: William Bennett (7 épisodes)
- 2018: Hubert et Fanny: Hubert Morin
- 2020: Top Dogs: Homicides: L'Expert (7 épisodes)
- 2020: Shameless: Lorne (Saison 10, 2 épisodes)
- 2022: District 31, petit rôle épisode du 01 mars 2022 à ---?
- 2024: STAT: docteur Julian Davis (saison 2 et 3, 2024)

## Récompenses et Distinctions
2024 - Meilleur acteur, Central Coast International Film Festival (Californie), court métrage Secrets Not Buried .